# Frank J. Corr
Frank J. Corr (Nova York, 12 de janeiro de 1877 - Chicago, 3 de junho de 1934) foi um político americano. Corr foi o 35.º prefeito de Chicago, Illinois. O mandato de Corr foi como prefeito interino de 15 de março de 1933, após o assassinato de Anton Cermak, até 8 de abril de 1933. Corr era um membro do Partido Democrata.

## Biografia
Corr nasceu em Brooklyn, NY, mas sua família mudou-se para Chicago em 1890, quando tinha 13 anos. Corr frequentou o Instituo De La Salle, graduando-se em 1895. e mais tarde na Faculdade de Direito Chicago-Kent. Corr entrou primeiro na política em 1902 como consultor corporativo assistente por Chicago. Embora brevemente, deixou esse cargo para se tornar um sócio com o Juiz Walter T. Stanton, retornou ao cargo político durante a administração do Prefeito William Dever. Nessa época, se tornou ativo na política e em 1931, foi eleito vereador do 17º Distrito de Chicago.
Corr estava no seu segundo mandato como vereador quando Cermak foi assassinado em Março de 1933. A câmara municipal elegeu Corr para trabalhar como prefeito interino até o estado da Assembleia Geral autorizar a câmara municipal de nomear um substituto permanente para Cermak. A eleição foi vencida por Edward Kelly. Durante a breve administração de Corr, seus seguranças mataram um ladrão de dezenove anos de idade quando ouviram um tumulto em um hotel perto da casa do Corr. Enquanto era o Prefeito Interino, Corr carecia de capacidade para assinar taxas de impostos, limitando o pagamento de salários aos funcionários da cidade e da escola. Quando cinco vereadores viajaram para Hot Springs, Arkansas e Corr seguiu-os para trazê-los de volta a Chicago para garantir que seu substituto pudesse ser eleito o quanto antes.
Na época de sua morte, Corr estava trabalhando como vereador e concorrendo incontestavelmente à eleição para a Circunscrição judiciária. Com sua morte na noite anterior à eleição, foi substituído na votação por Cornelius J. Harrington. O pai de Corr, Frank V. Corr, morreu quatro semanas antes da morte de Frank Corr. Foi sepultado no Cemitério Santo Sepulcro.